# Жунусов, Толеубай Жунусович
Толеубай Жунусович Жунусов — инженер-строитель, доктор технических наук, профессор, академик инженерной академии СССР, почётный директор Республиканского государственного предприятия «Научно-исследовательский и проектно-экспериментальный институт сейсмостойкого строительства и архитектуры (КазНИИССА)» Республики Казахстан, председатель экспертной комиссии по сейсмостойкому строительству при Акиме города Алматы.
Действительный член (академик) Международной и Национальной инженерной академии Республики Казахстан, иностранный член РААСН, почётный профессор Казахской головной архитектурно-строительной академии, почётный деятель проектной академии «Kazgor», заслуженный и почётный строитель Казахстана, почётный инженер Казахстана, заслуженный деятель науки и техники Республики Казахстан, Лауреат премии Совета министров СССР, Лауреат премии Совета министров Казахской ССР.

## Биография
Родился 10 мая 1927 года в селе Ростовка Карагандинской области Казахской ССР.
- В 1948 году окончил Харьковский инженерно-строительный институт, защитив диплом с отличием по специальности инженер-строитель. Вернувшись в Казахстан, с 1948 по 1951 годы работал прорабом, начальником производственно-технического отдела, главным инженером строительного управления треста «Караганда промжилстрой».

- 1952—1954 г.г. — аспирант Московского инженерно-строительного института.
- 1955—1999 г.г. — старший научный сотрудник, заведующий лабораторией (отделом), затем руководитель Казахского филиала Академии строительства и архитектуры СССР, заместитель директора по научной работе института «КазпромстройНИИпроект» Госстроя СССР.
- 1989—1990 г.г. — исполняющий обязанности директора КазпромстройНИИпроекта, а с января 1990 года — Директор научно-исследовательского и проектно-экспериментального института сейсмостойкого строительства и архитектуры (КазНИИССА). Ныне является почётным директором этого института и научным консультантом.

## Деятельность
Т. Ж. Жунусов специалист по строительным конструкциям, зданиям и сооружениям, динамике и сейсмостойкости сооружений, а также ликвидации последствий землетрясений. Основные результаты научно-технической деятельности относятся к решению фундаментальных и прикладных проблем теории и практики сейсмостойкого строительства, вопросов сейсмического микрорайонирования, изучению и внедрению в производство эффективных предварительно напряженных железобетонных конструкций, организации и проведению инструментальных сейсмометрических наблюдений на зданиях, а также к решению проблемы защиты зданий от землетрясений и ликвидации их последствий.
Основав научную школу КазНИИССА, Толеубай Жунусович руководил и принимал лично непосредственное участие в крупных научно-исследовательских и опытных работах по оценке сейсмостойкости зданий и сооружений, включая уникальный эксперимент, осуществленный мощными подземными направленными взрывами при строительстве селезащитной плотины в Медео, вблизи г. Алматы (1966—1967 г.г.). Данные сейсмовзрывного воздействия высокого уровня на здания различных конструктивных схем и этажности и оценка их сравнительной сейсмостойкости были опубликованы в трудах IV и V Всемирной конференции по сейсмостойкому строительству и инженерной сейсмологии (1969, Сантьяго — Чили, 1973, Рим — Италия). Впервые в бывшем СССР в КазНИИССА была составлена классификация зданий существующей застройки по их сейсмостойкости.
Т. Ж. Жунусовым как самостоятельно, так и в соавторстве опубликовано более 560 научных работ, в том числе 15 книг, среди которых монография «Элементы колебаний систем и динамики сооружений в теории сейсмостойкости» (Алматы, 1999), терминологический словарь для строительно-архитектурных специальностей на английском, русском и казахском языках, впервые на казахском языке издано учебное пособие по сейсмостойкому строительству (Алматы : Руан, 1997), а также издан учебник по дисциплине «Основы сейсмостойкости сооружений» для студентов старших курсов строительно-архитектурных высших учебных заведений (Алма-Ата : Руан, 1990).
Награждён орденом «Знак Почёта» и медалями СССР, а также двумя Почётными грамотами Верховного Совета Казахской ССР; удостоен золотой медали ВДНХ СССР и Почётного знака Гражданской обороны СССР.
Имя Жунусова Толеуба Жунусовича занесено в Золотую историческую Книгу почёта строителей Республики Казахстан, а также во Всемирную энциклопедию «Землетрясения и инженерная сейсмология».